# Raffaella Lebboroni
Raffaella Lebboroni, född  10 juni 1961 i Bologna, är en italiensk scenskådespelare och filmskådespelare.

## Filmografi i urval
- La vita è bella (1997)